# Карвалью, Бернарду
Бернарду Карвалью (порт. Bernardo Carvalho, 1 января 1960, Рио-де-Жанейро) — бразильский писатель и журналист, одно из самых ярких литературных имен страны 2000-х годов.

## Биография
Работал в Париже и Нью-Йорке корреспондентом ежедневной бразильской газеты Folha de S. Paulo. Как писатель дебютировал книгой новелл в 1993, в 1995 выпустил первый роман.

## Произведения

### Новеллы
- Аберрация/ Aberração (1993, фр. пер. 1997)

### Романы
- Одиннадцать/ Onze (1995, итал. пер. 2000)
- Пьяницы и сомнамбулы/ Os Bêbados e os Sonâmbulos' (1996, фр. пер. 1998)
- Театр/ Teatro (1998, исп. пер. 2009)
- Инициалы/ As Iniciais (1999, фр. пер. 2002)
- Страх маркиза де Сада/ Medo de Sade (2000, англ. пер. 2004)
- Девять ночей/ Nove Noites (2002, премия Portugal Telecom; фр. пер. 2005, 2012, нем. и голл. пер. 2006, англ. пер. 2007, 2008, словен. пер. 2013)
- Монголия/ Mongólia (2003, Премия Ассоциации литературных критиков Сан-Паулу, премия Жабути; итал. пер. 2005, нем. пер. 2007)
- Солнце садится в Сан-Паулу/ O Sol se Põe em São Paulo (2007, шорт-лист Литературной премии Сан-Паулу; фр. пер. 2008, нем. пер. 2009)
- Сукин сын/ O Filho da Mãe (2009, шорт-лист Литературной премии Сан-Паулу; фр. пер. 2010, укр. пер. 2012, действие романа происходит в России)
- Reprodução (2013)

### Заметки и эссе
- O mundo fora dos eixos: crônicas, resenhas e ficções (2005)